# Dora Hitz
Dora Hitz (30 de març de 1856, Altdorf bei Nürnberg - 20 de novembre de 1924, Berlín) va ser una pintora alemanya influenciada pel simbolisme i l'impressionisme. Hitz va ser pintora de la cort de la família reial romanesa i cofundadora de la Secessió de Berlín.

## Vida
Quan Dora Hitz tenia sis anys, es va traslladar a Ansbach amb els seus pares, Lorenz Johannes Hitz i Anna Elisabeth, de soltera Meyer. Als tretze anys va anar a Múnic per a estudiar a l'Escola de Pintura de Dames de Frauenrat Weber. Els seus mestres van ser Wilhelm von Lindenschmit el jove i Heinrich Stelzner. A Múnic, en l'Exposició d'art i indústria de 1876, Hitz va conèixer Elisabeth zu Wied (1843-1916), que, pel seu matrimoni amb un príncep Hohenzollern, era la reina de Romania. Ella la va nomenar pintora de la cort reial romanesa. Per a la sala de música del castell de Peleș, a Sinaia (als Carpats), Dora Hitz va pintar frescos a les parets basats en motius poètics de la reina, coneguda com a escriptora sota el pseudònim de Carmen Sylva. Hitz també va dissenyar decoracions de llibres per a ella i va executar pintures a l'oli.
A partir de 1880 Hitz va viure a París per a estudiar amb Luc-Olivier Merson, Gustave Courtois, Jean-Joseph Benjamin-Constant i Eugène Carrière, que la va animar especialment. Els anys 1886 i 87 va tornar a Romania per un temps breu. A París va passar molt de temps amb Eugen Jettel, Otto Thoren, Karl Köpping i va conèixer Hermann Bahr. Van seguir estades a Bretanya (1890) i Normandia (1891/92). El 1890 va ser acceptada com a membre del saló de la Société des Artistes Français; allí va ser guardonada amb una medalla. El 1891 va rebre la filiació en la impressionista Association Amis du Champs de Mars, des de 1892 a la Société Nationale des Beaux-Arts, en les exposicions de la qual va participar regularment. A Bèlgica va ser membre honorària de la Société royale belge des aquarellistes.
Després d'una breu estada a Dresden (1891), Dora Hitz es va traslladar a Berlín el 1892, on, de 1892 a 1921 va ser membre de l'Associació d'Artistes de Berlín (Vereins Berliner Künstlerinnen und Kunstfreundinnen), una associació  de dones artistes, aper mitjà de la qual va trobar accés als cercles liberals de classe alta, la qual cosa li va comportar molts encàrrecs importants de retrats. El 1894 va fundar una escola de pintura per a dones. A més, va dirigir un estudi a la Lützowplatz, en el Tiergarten. Va retratar entre altres Margarethe Hauptmann, esposa del gran escriptor Gerhart Hauptmann. També era amiga de Käthe Kollwitz.
El 1898 va ser membre del Grup dels XI, precursor de la Secessió de Berlín, de la qual va ser una dels membres fundadores. Com una de les primeres membres de la Deutscher Künstlerbund, Dora Hitz va participar en la seva tercera exposició anual a Weimar el 1906 amb la pintura a l'oli Retrat de Frau M.H. –per la qual Hitz va rebre el Premi Vila Romana del DKB en l'exposició i una beca, combinada amb una estada a Florència. El 1913 es va unir a la Freie Secession. També era amiga de Max Beckmann.
Durant la Primera Guerra Mundial, la pintora va tenir problemes econòmics, va emmalaltir i es va aïllar socialment cada vegada més. El 1924 va morir a Berlín. La Galeria F. Gurlitt va celebrar una exposició commemorativa el 1925 dedicada a Dora Hitz.

## Obra
Dora Hitz va pintar principalment figures, especialment retrats de dones, nenes i mares, a vegades en l'estil del simbolisme. Des de la seva estada a França pintà sobretot olis, gouaches i aquarel·les d'estil impressionista.
Les obres de Dora Hitz es poden trobar a l'Alte Nationalgalerie, de Berlín, al Museu de Belles arts de Leipzig i a la Col·lecció de Pintures i Escultures de la Ciutat de Nuremberg. A principis de 2016, l'artista va figurar en l'exposició col·lectiva Empatia i Abstracció. Representant l'era moderna de la dona a Alemanya en la Bielefelder Kunsthalle.

## Selecció d'obres

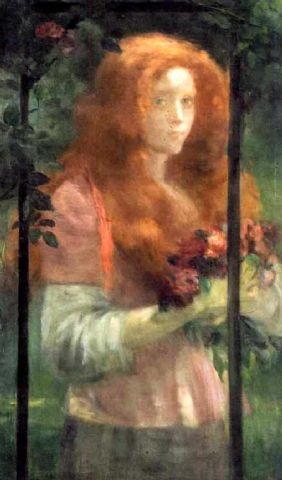
Capvespre
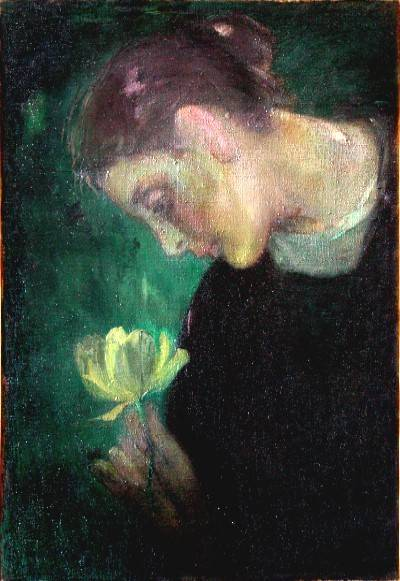
La copa de flors
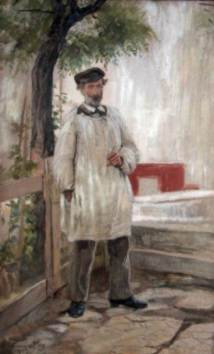
El pintor Edmond Francois Aman-Jean
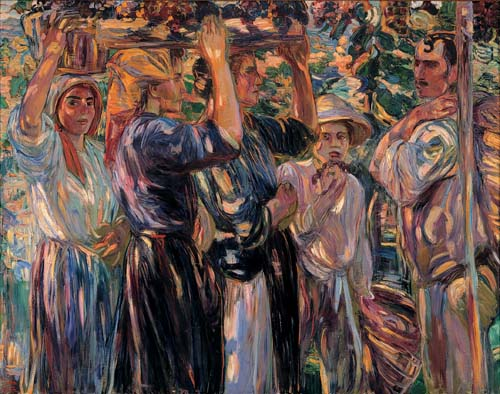
Verema del raïm
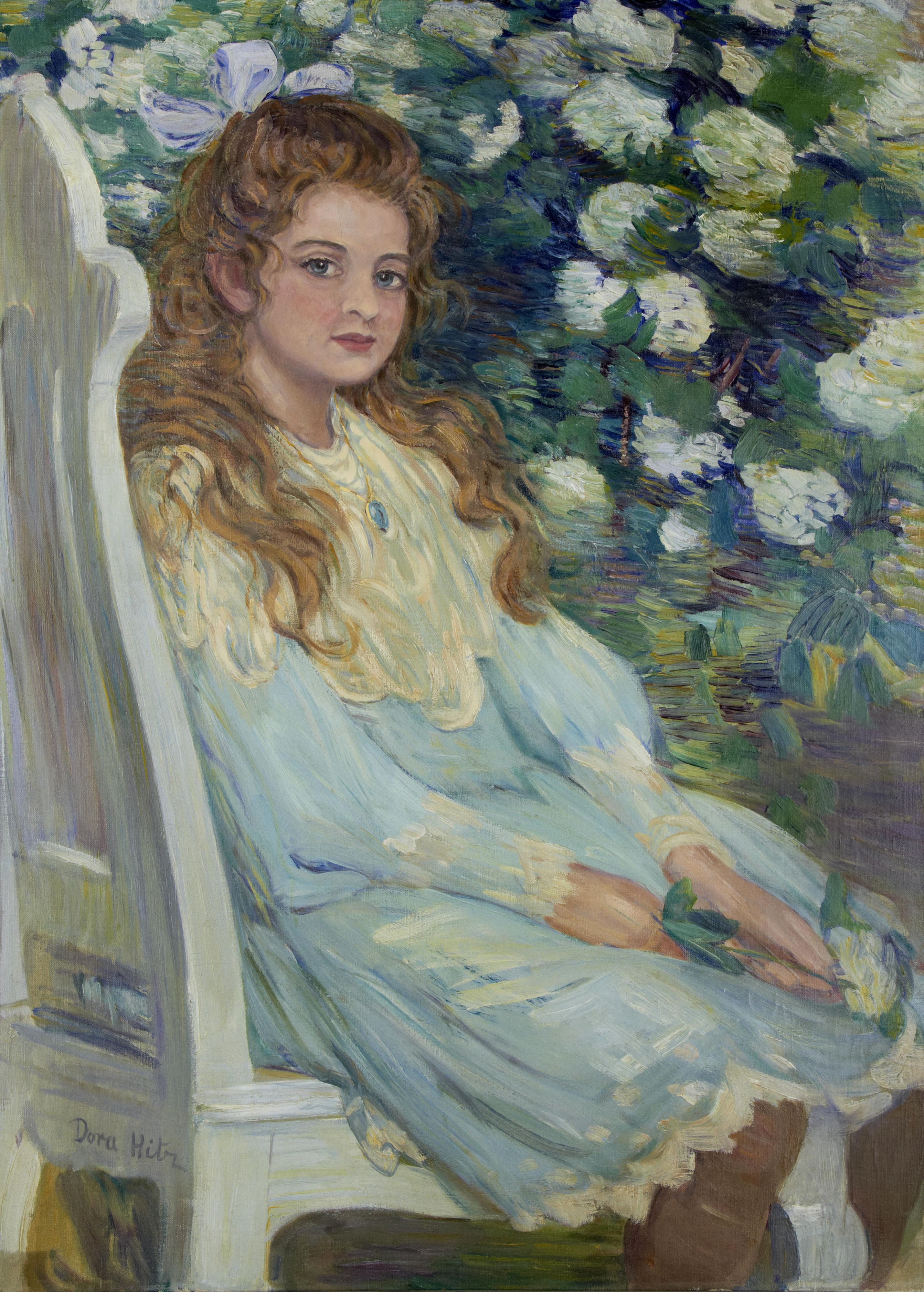
Retrat d'una noia
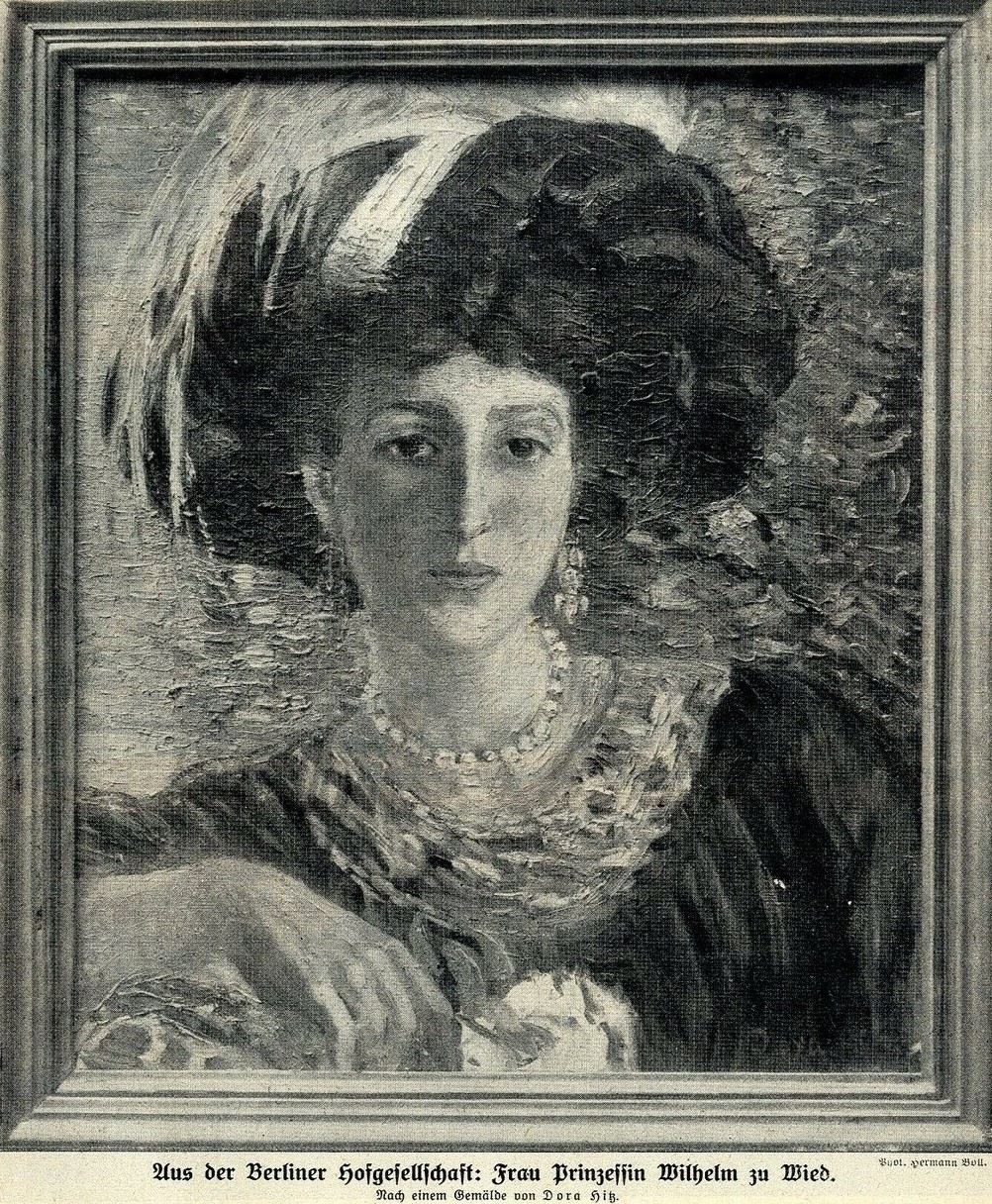
Retrat de la princesa Wilhelm zu Wied
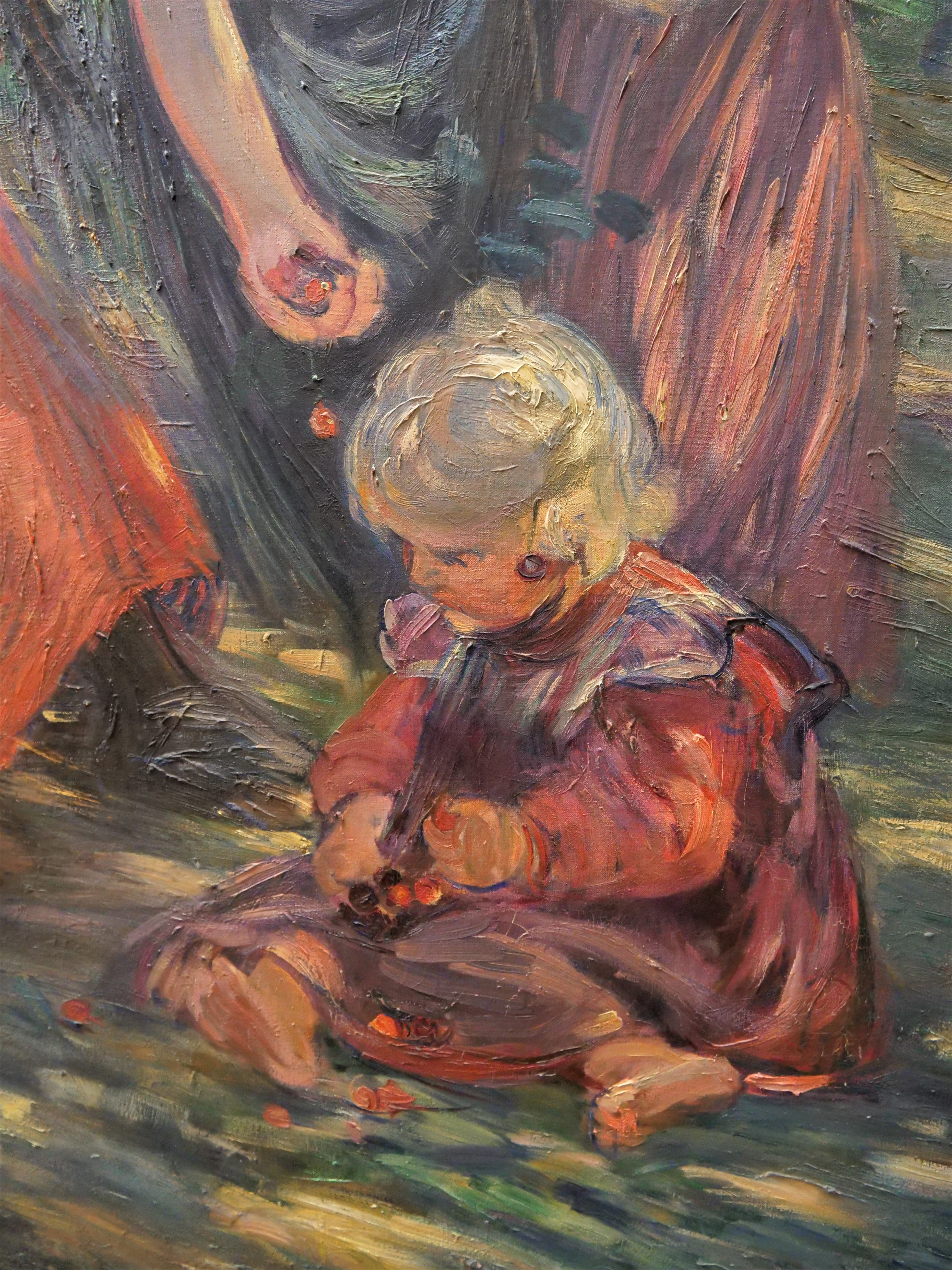
Collita de cireres (detall), 1905
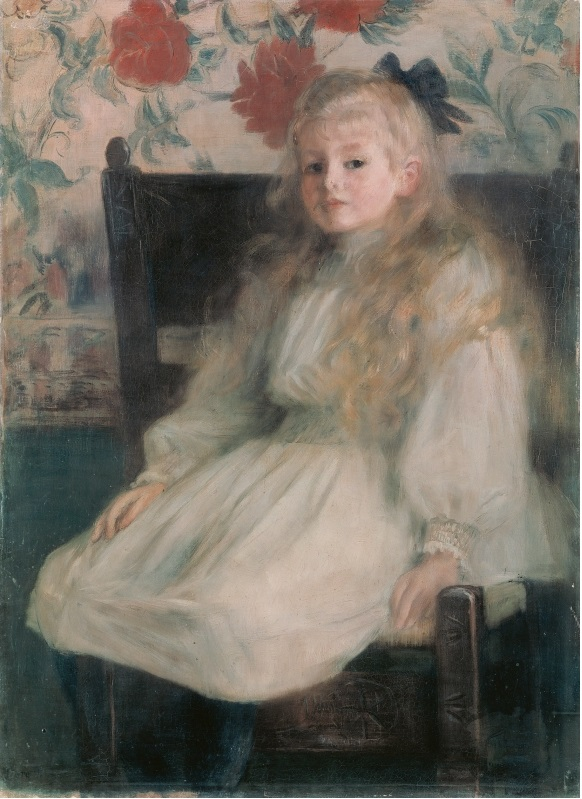
Retrat d'una noia - Gemäldegalerie
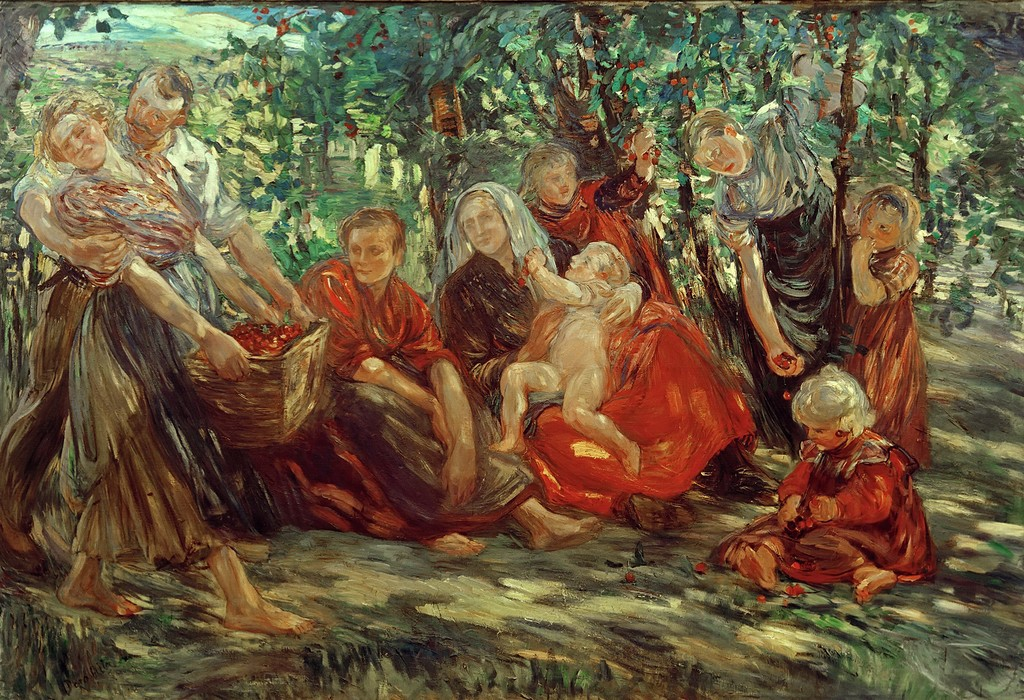
Collita de cireres
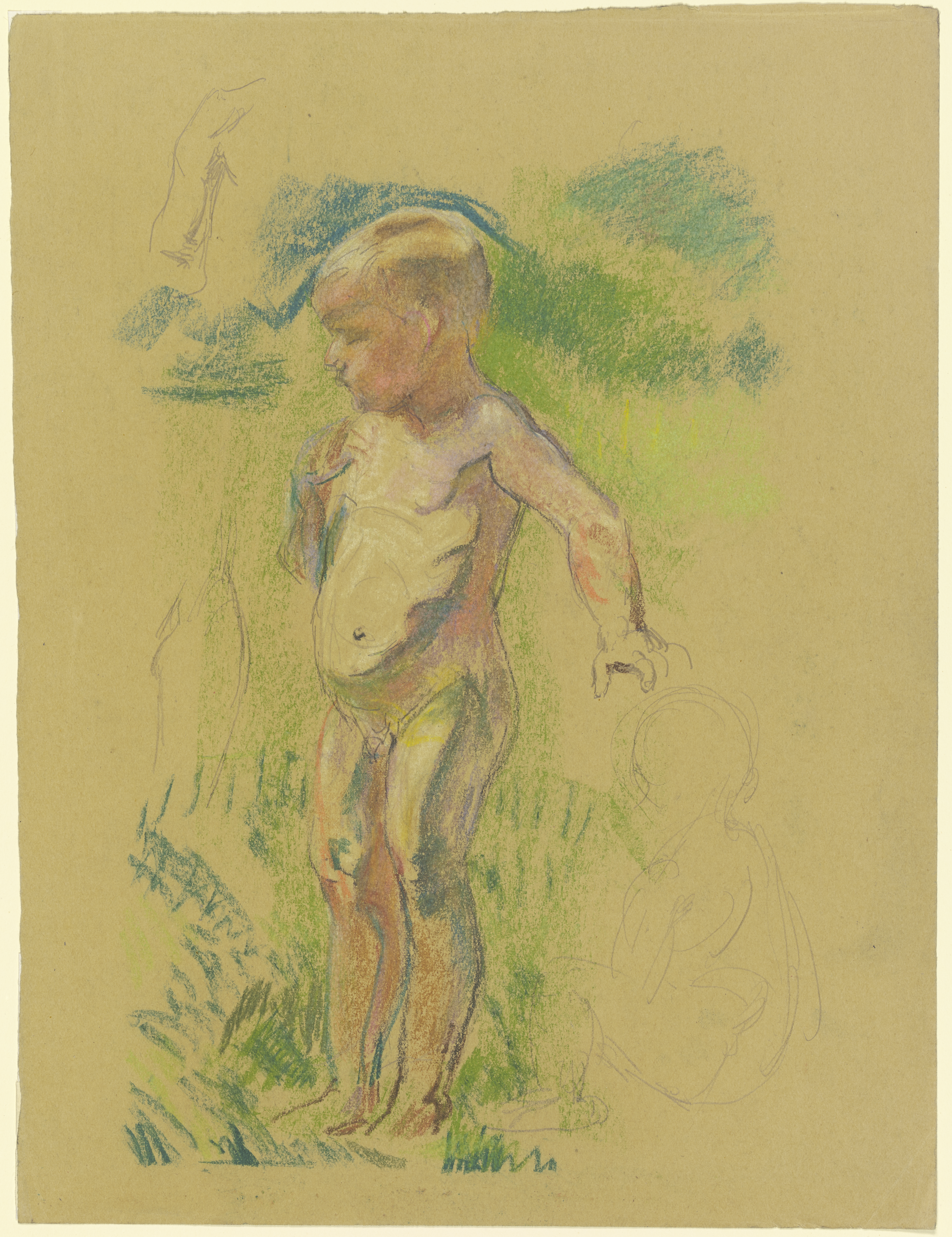
Nu d'un nen